# Julien Daillière
Pour les articles homonymes, voir Daillière.

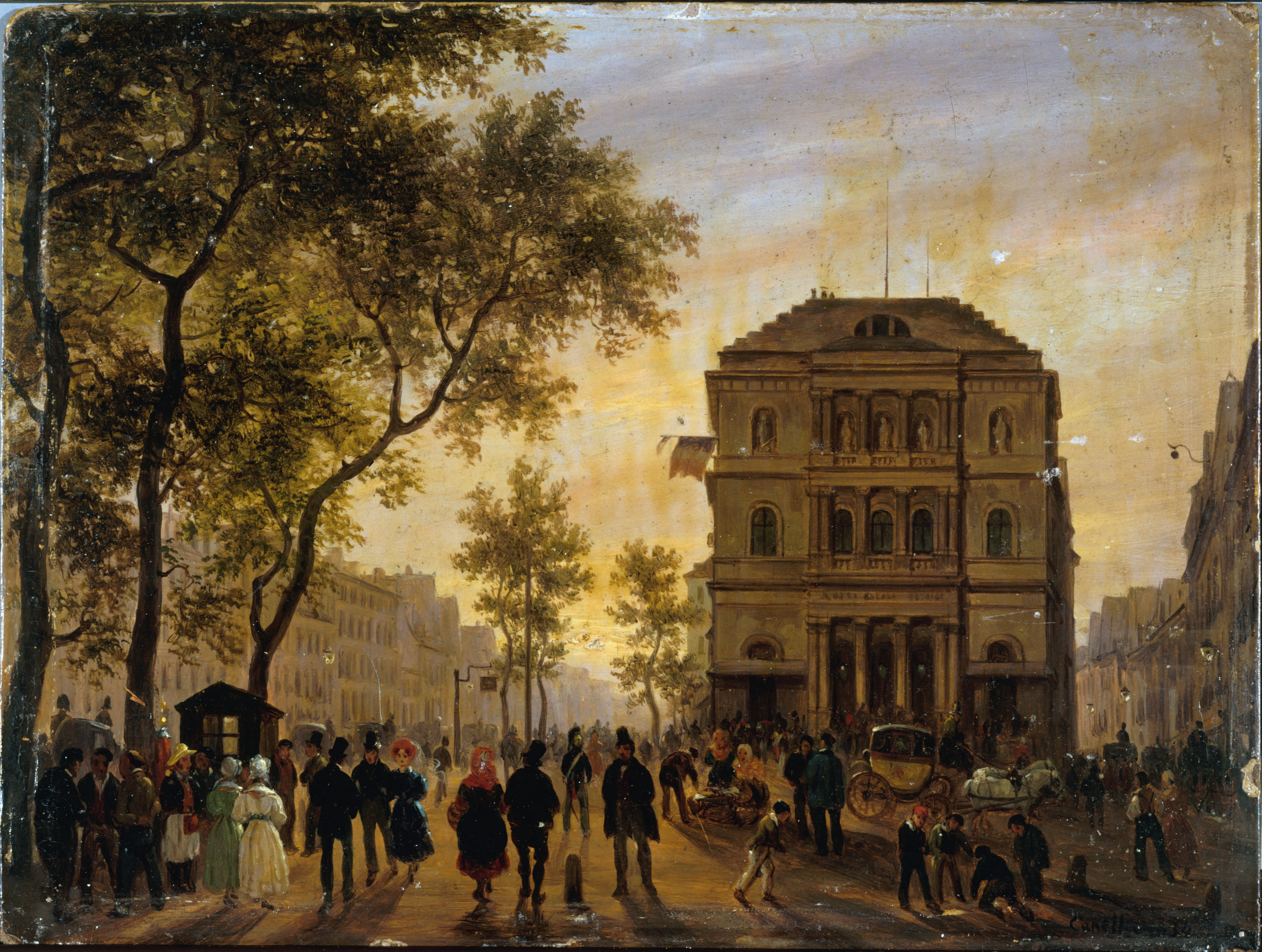
Théâtre de l'Ambigu-Comique dans lequel Julien Daillière fit jouer une de ses pièces devant Napoléon III.

Julien Étienne Félix Daillière, né à Bauné le 16 décembre 1812 et mort à Angers le 15 janvier 1887, est un poète lyrique et dramaturge français, lauréat de l’Académie française, fondateur d’un prix de poésie appelé Concours Julien Daillière.
Né au sein d'une famille d'artisans, près du château de Briançon sur la commune de Bauné. Il est passionné de littérature et se révèle avoir un réel talent d'éloquence.
Julien Daillière fut nommé professeur au collège de Saumur, puis au lycée d'Angers.
Il rédige des poésies lyriques, dramatiques ou tragiques.
En 1848, représentation au théâtre de l'Ambigu-Comique, à Paris, de la pièce Napoléon et Joséphine, pièce à la louange des Bonaparte qui plut au Prince-Président Napoléon III et lui valut ses faveurs.
En 1860, il fut nommé bibliothécaire à La Sorbonne, poste qu'il quitta en 1870. L'Aigle, poème par Julien Dallière, lu sur le théâtre du Gymnase-dramatique, le 29 septembre 1855.
Julien Daillière est enterré au cimetière de l'Est à Angers. Son tombeau était orné d’une copie en bronze (mise en réserve) du Penseroso réalisé par Michel-Ange, cadeau de Napoléon III pour remercier l’écrivain de sa pièce de théâtre, L’Aigle.
Le musée des beaux-arts d'Angers possède un buste, en bronze et en fonte, de Julien Daillière réalisé par le sculpteur Émile Louis Macé.

## Œuvres
- André Chénier, drame en trois actes et en vers, 1843.
- Napoléon et Joséphine, drame en 5 actes et en vers, 1848.
- L'Aigle, poème, 1855.
- La Guerre d'Orient, pièce qui a remporté le prix de poésie décerné par l'Académie française, 1858.
- La Mission de Jeanne d'Arc, drame en vers en cinq actes, 1880.